# Nichole Ayers
Nichole Rhea Ayers (San Diego, 13 december 1988) is een Amerikaans ruimtevaarder. Zij werd in 2021 door NASA geselecteerd om te trainen als astronaut en ging in maart 2025 voor het eerst de ruimte in.
Ayers maakt deel uit van NASA Astronautengroep 23, ook wel The Flies genoemd. De leden van deze groep begonnen hun training in januari 2022 en werden in maart 2024 astronaut.
Haar eerste ruimtevlucht SpaceX Crew-10 lanceerde op 14 maart 2025. Ayers was de piloot van deze vlucht. Zij zal ongeveer 6 maanden aan boord van het Internationaal ruimtestation ISS verblijven als onderdeel van ISS-Expeditie 72 en 73.